# Gerenda (torna)

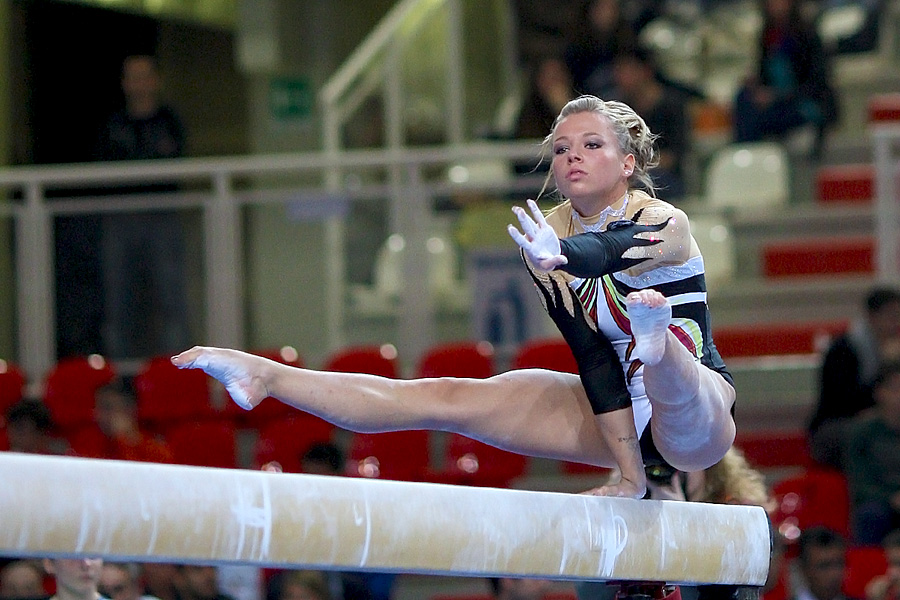
Dorina Böczögő, 2012.

A gerenda tornaszer, sporteszköz, a női szertorna egyik ága és eszköze. Fából vagy műanyagból készül, kb. 5 méter hosszú, 10 centiméter széles és 120 centiméter magas tornaszer, amely csúszásgátló anyaggal van bevonva.

## A torna rövid története
A testnevelést a fennmaradt emlékek alapján elsőként a görögök foglalták rendszerbe, amely még csak gimnasztikára alapult. A német Friedrich Ludwig Jahn hozta létre a modern tornarendszert, aminek szerinte a célja: "Az emberi művelődésből kiveszett egyensúlyt helyreállítani, az egyoldalú szellemiséget okosan végzett testgyakorlatokkal párosítani…"

## Gerendagyakorlat
A tornásznak 70-90 másodperces időtartamon belülire kell terveznie gyakorlata hosszát, amely főleg egyensúlyi elemeket tartalmaz. A gerendagyakorlatok elemei:
- gimnasztikus elemek
  - fordulatok, szökdelések, ugrások, lépések, futások, egyensúlyi elemek állásban, ülésben, térdelő és fekvő helyzetben, törzshullámok
- akrobatikus elemek

## Olimpikonjaink, torna, gerenda
- Korondi Margit  XV. Olimpiai játékok – 1952. július 19. – augusztus 3. Helsinki, bronzérem
- Keleti Ágnes XVI. Olimpiai Játékok – 1956. november 22. – december 8. Melbourne, aranyérem

## Külső hivatkozások
- Torna – forrás is egyben
- (angolul) Részletek a szerről
- (angolul) Hogyan kezdjük? Archiválva 2005. augusztus 27-i dátummal a Wayback Machine-ben